# シェフにおまかせ!
『シェフにおまかせ!』は、1981年7月2日から1983年12月29日まで毎日放送（MBSテレビ）で放送されたグルメバラエティ番組。大阪ガスの一社提供。放送時間は毎週木曜 19:00 - 19:30 (JST)  。

## 概要
「食」をテーマにしていた番組で、浜村淳が司会を務めていた。番組はおおむね3つのパートに分かれ、始めは食生活に関する雑学一口メモを伝え、2つ目は食品の産地ならびに飲食店への直撃体験リポートを放送し、そして最後に番組のメインであるクイズトークのコーナーを行うというものだった。クイズコーナーは、笑福亭鶴瓶率いる「鶴瓶チーム」と馬場章夫率いる「馬場チーム」による対抗形式で進められた。
笑福亭鶴瓶は前番組「かんさい珍版・瓦版」より続投。また後番組「鶴瓶のグルグルぐるめ」や「ザ・パーティー鶴瓶です」で司会を務め、10年近くこの大阪ガス提供番組枠に出演し続けた。

## 出演者

### 司会
- 浜村淳

### レギュラー
- 笑福亭鶴瓶
- 馬場章夫
- 板東英二
- 桂べかこ（現・3代目桂南光）